# Le Flesselles

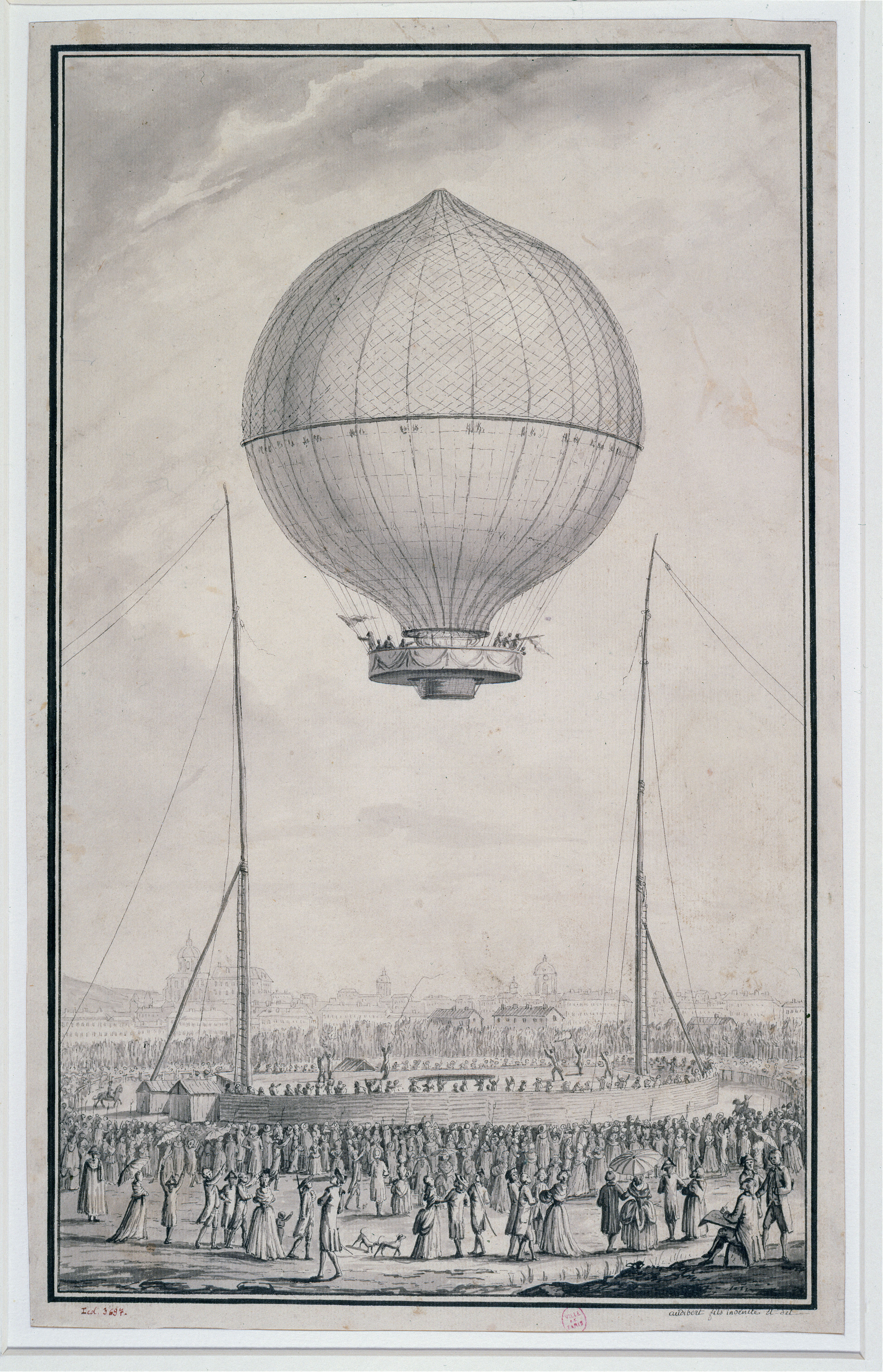
Tekening van het opstijgen van Le Flesselles op 19 januari 1784

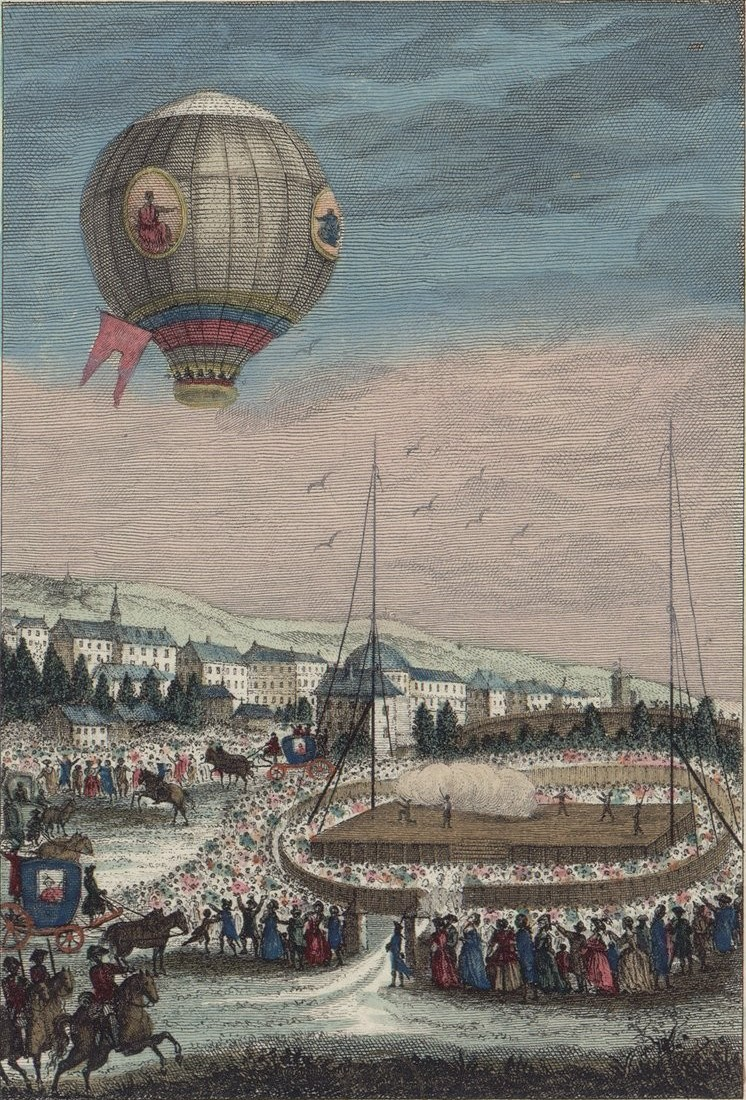
Ingekleurde prent van het vertrek

Le Flesselles was een heteluchtballon van de gebroeders Montgolfier die op 19 januari 1784 in Lyon de derde bemande vlucht uit de luchtvaartgeschiedenis maakte. Hij scheurde en kwam zwaar neer, maar de zeven inzittenden overleefden met lichte verwondingen. 

## Geschiedenis
Na de succesvolle demonstraties in Versailles (met dieren) en Parijs (aan een koord) wilde Jacques de Flesselles, de ambitieuze intendant van Lyon, een ballonvlucht in zijn stad laten vertrekken. Nadat hij zich had verzekerd van de medewerking van de uitvinder Joseph Mongolfier, lanceerde hij op 22 oktober 1783 een openbare inschrijving, waarop vooral aristocratische vrijmetselaars intekenden. Van de 360 inschrijvingen, voor 12 livres elk, nam Charles de Ligne er 100 voor zijn rekening. Binnen het beperkte budget, en onder drukkende publieke en bestuurlijke belangstelling, maakte Montgolfier een grotere ballon dan ooit tevoren. Voor het omhulsel moest hij genoegen nemen met goedkoop grof linnen, aan elkaar geknoopt en beplakt met papier. Buiten de stad in Les Brotteaux werkten 150 kleermakers eraan onder leiding van de heer Fontaine. 
In de prospectus was een vlucht met een paard of een ander dier aangekondigd, maar het plan veranderde toen het nieuws kwam dat vanaf het Château de la Muette de eerste vrije bemande vlucht had plaatsgevonden. Om dat ook met de Flesselles te doen, werden nog wat aanpassingen gedaan. Het testen begon op 26 december. Mede door het ruige winterweer, met regen, sneeuw en ijzel, deden zich herhaaldelijk lekken voor. Op 16 januari 1784 stookte men het vuur te enthousiast op en vatte een deel van de envelop vlam. Het blussen gebeurde binnen de minuut, en het verbrande stuk werd vervangen, maar de stevigheid van de ballon was toch een vraagteken. Het net waaraan de mand hing, was ook beschadigd en werd vervangen door zestien touwen. Ook over het aantal passagiers was veel discussie, want er werd gevreesd voor overbelasting. 
Behalve Montgolfier, van wie het de enige vlucht zou zijn, en de piloot Jean-François Pilâtre de Rozier, kregen uiteindelijk vier adellijke passagiers een plaats: Jean-François de la Porte d'Anglefort, de  markies van Dampierre, de graaf van Laurencin en de Belgische prins Charles de Ligne. Een voorstel om een van de passagiers bij lottrekking te elimineren, werd weggewuifd. Zo vastberaden waren de aristocraten, dat ze allemaal gewapend aan boord gingen. De Ligne zou Fontaine zelfs met een pistool bedreigd hebben om de start te bespoedigen. Vlak voor het vertrek sprong Fontaine nog onvoorzien in de mand, zodat ze met zeven waren. 
Om de lucht op te warmen werd hout gestookt in een ijzeren kachel aan boord. Aanvankelijk won de ballon goed hoogte, tot de wind keerde en de envelop na een dertiental minuten een verticale scheur vertoonde bij de plek waar ze hersteld was. Iemand reageerde door ondoordacht water op de brander te gieten. Het gevaarte begon snel hoogte te verliezen, tot ontzetting van de toeschouwers. In twee of drie minuten kwam het naar beneden, in een weide op een honderdtal meter van de vertrekplaats. De schok was zwaar, maar veroorzaakte gelukkig niet meer averij dan wat kneuzingen en gebroken tanden. 
De oudste Mongolfier werd op handen naar een koets gedragen en 's avonds werden alle ballonvaarders gelauwerd in de opera van Lyon. Voor de beschadigde Flesselles was de eerste vlucht meteen de laatste. Het leek de gebroeders Montgolfier uitermate zinvol geworden om zich bezig te houden met het ontwikkelen van een betrouwbare parachute.
Laurencin organiseerde op 4 juni 1784 een tweede vlucht in Lyon. La Gustave kwam heel wat verder en had met Élisabeth Tible de eerste vrouwelijke ballonvaarder aan boord.

## Cijfers
Le Flesselles was 130 voet hoog (42 m) en 102 voet breed. Hij vloog circa 15 minuten en bereikte een hoogte van 1438 toises.